# 戈斯內爾 (阿肯色州)
戈斯內爾（英語：Gosnell）是一個位於美國阿肯色州密西西比縣的城市。

## 地理
戈斯內爾的座標為35°57′48″N 89°58′02″W / 35.96333°N 89.96722°W，而該地的平均海拔高度為76米（即249英尺）。

## 人口
根據2020年美國人口普查的數據，戈斯內爾的面積為4.18平方千米，皆為陸地。當地共有人口2910人，而人口密度為每平方千米696人。